# 大頭紅魴鮄
大頭紅魴鮄，為輻鰭魚綱鮋形目牛尾魚亞目黃魴鮄科的其中一種，分布於西太平洋海域，棲息深度207-215公尺，為底棲性魚類，屬肉食性。

## 擴展閱讀
維基物種上的相關：大頭紅魴鮄